# Sven-Åke Asklander
Sven-Åke Asklander, född 1953 i Visby, är en svensk militär.
Sven-Åke Asklander är son till Owe Asklander och Ulla-Britt Olofsson. Han blev officer 1976, kapten vid Gotlands artilleriregemente 1979, major 1984, anställd vid generalstabskåren och knuten till försvarsstaben 1986, sektionschef vid Gotlands militärkommando, överstelöjtnant vid Gotlands artilleriregemente 1993 och chef för artilleristaben i Kristinehamn 1995. Asklander blev anställd vid högkvarteret 1997, överstelöjtnant med särskild tjänsteställning 1998, sektionschef vid Högkvarterets grundorganisation 1999 och var chef för Gotlands artilleriregemente 1999–2000. Han var anställd vid Västeuropeiska unionens militärstab 2000 och vid Europeiska försvarsbyrån i Bryssel 2001–2003.